# 官宗礼
官宗礼（1911年—1970年9月21日），河南新县郭家河乡范湾村人。中国人民解放军将领、中国人民解放军开国少将。

## 生平

### 民国时期
1928年，官宗礼参加农民自卫军。1929年，参加中国工农红军，1930年，加入中国共产党。第一次国共内战期间，任红四方面军十师二十八团排长；红四军28团连长、副营长，参加了鄂豫皖、川陕苏区反围剿战争与长征。部队抵达陕北后，出任红四军卫生部总务科科长。抗日战争爆发后，任八路军一二九师三八五旅770团供给处处长。1938年，入抗日军政大学学习，毕业后留任抗大第一分校供给科科长。后任八路军山东纵队第3旅供给处处长，清河军区供给部部长，渤海军区后勤部部长。参加了渤海地区反扫荡和山东1945年春夏季攻势作战。抗日战争胜利后，担任华东野战军渤海纵队副参谋长。1949年2月，任第三野战军第九兵团后勤部副部长，参加济南战役、淮海战役、渡江战役、上海战役等。

### 共和国时期
中华人民共和国成立后，官宗礼任人民解放军第九兵团后勤部部长。1950年11月，率部参加朝鲜战争，担任人民志愿军后勤部司令部第四分部政委，参加朝鲜战争第二次战役。为保证前线士兵温饱问题及枪支弹药，他亲自沿运输道路考察，并沿途设立掩体、防空洞。1954年回国后，出任南京军区后勤部副参谋长。1966年5月，担任副部长。1955年，授予中国人民解放军少将，获二级八一勋章、二级独立自由勋章、一级解放勋章。1970年9月21日，在南京逝世，终年59岁。

## 纪念
官宗礼故居，位于新县郭家河乡范湾村官上湾村民组，距乡政府所在地约3公里。原故居建于清末年间，后来倒塌。上世纪80年代，其后辈在原址基础上改建而成，房屋坐北朝南，
砖木结构，外墙全部用青砖砌成，共有八间，面积约140平方米。